# Битва у Бергена (1799)
Битва у Бе́ргена (фр. Bataille de Bergen) — сражение в ходе Голландской экспедиции в период французских революционных войн.
Произошла 8 (19) сентября 1799 года возле деревни Берген Алкмарского округа Северной Голландии после высадки анго-русского десанта под командованием герцога Йоркского. Французской армией командовал генерал Брюн, придаными батавскими войсками — генерал Данделс.
Герцог Йоркский высадился 15 сентября и принял на себя командование армией, которая теперь насчитывала около 30 000 человек с 1200 человек легкой кавалерии. 19 сентября войска под командованием герцога Йоркского, построенные в четыре колонны, двинулись вперед из Шагербруга. В этот период союзники обладали превосходством в силах, с помощью которого было решено нанести решающий удар как можно раньше. Батавцы численностью 12 000 человек занимали сильную позицию вокруг Лангедейка, несколько опережая французов, которые стягиванием всех отрядов довели свои полевые силы до 10 000 личного состава, располагавшихся в Алкмаре, Бергене, Схорле и Эгмонде ан Зее.
Британское и русское командование заметило, что войска Батавской республики оставили неприкрытым свой правый фланг и очень сильную позицию незанятой. Они также оставили Амстердам незащищенным с той единственной стороны, с которой он был доступен.
План операции подразумевал, что левая колонна должна была повернуть справа от противника, на Зейдерзее, вытеснить неприятеля с высот Кампердуина и захватить Берген; правый центр должен был форсировать позиции у Варменхейзена и Шорлдама и кооперироваться с правой колонной; в то время как левый центр должен был овладеть Удкарспелем на главной дороге, ведущей в Алкмар. Однако, территория, по которой должны были двигаться центральные колонны, пересекалась через каждые триста или четыреста ярдов широкими, глубокими, заполненными водой рвами и каналами. Мосты через немногочисленные дороги, ведущие к точкам атаки, были разрушены, а заграждения тщательно обустроены.
Бой открыли русские войска, занявшие позиции под Бергеном в 8 часов утра 19 сентября. Однако они напрасно ждали поддержки от своих британских союзников. Они даже не были подготовлены к бою, так как британские и русские командиры не смогли сверить свои часы. Результатом этой ошибки стало то, что русские войска оказались быстро окружены французами. Русские были изгнаны из Бергена и вынуждены были отступить в близлежащий Шорлдам, который им позже также пришлось покинуть. Герман сам попал в плен.
Деревня была отбита британскими войсками под командованием Роберта Мэннерса. Этим войскам, усиленным некоторыми русскими и другими британскими дивизиями, удалось на короткое время отбросить французов, но из-за нехватки боеприпасов и растущего истощения войск они вскоре отошли к Петтену.
Колонна под командованием британского генерал-лейтенанта Дандаса в сумерках атаковала деревню Варменхёйзен, где французы занимали хорошие позиции с сильной артиллерийской батареей. Три батальона русских генерал-майора Седморацкого атаковали деревню с одной стороны, а британский 1-й гвардейский полк — с другой. Они были подкреплены атаками гренадеров, которые на самом деле должны были наступать на Шорлдам. При этой поддержке им удалось взять деревню.
Британцам также удалось захватить деревни Хорн и Удкарспел. Но в целом британские и русские войска были слишком рассредоточены, чтобы эффективно сражаться с французами. Основными проблемами были отсутствие координации между русскими и англичанами, а также затопление местности и отсутствие флангового прикрытия. Поэтому командование союзников приняло решение отвести свои войска.